# Arcade's Greatest Hits: The Atari Collection 1
Arcade's Greatest Hits: The Atari Collection 1 is een computerspel dat werd ontwikkeld door Digital Eclipse Software en uitgegeven door Midway Games. Het kwam eerst uit voor de PlayStation en een jaar later voor de Sega Saturn en SNES.
Het spel is van het genre compilatiespel en bestaat uit de volgende computerspellen:
- Asteroids
- Battlezone
- Centipede
- Missile Command
- Super Breakout
- Tempest

De meeste titels zijn van het genre actiespel. Alle spellen behalve Battlezone kunnen met twee spelers beurtelings gespeeld worden. Alle zes computerspellen werden opgenomen in Atari Anthology dat uitkwam voor de PlayStation 2, Xbox en PC.

## Platforms
| Jaar | Platform          |
| ---- | ----------------- |
| 1996 | PlayStation       |
| 1997 | SEGA Saturn, SNES |

De compilatie voor de PlayStation en SEGA Saturn is voorzien van de documentaire over Atari met interviews van de ontwikkelaars van de zes computerspellen.

## Ontvangst
Het compliatiespel werd wisselend ontvangen:
| Beoordeeld door                     | Platform    | Datum            | Score |
| ----------------------------------- | ----------- | ---------------- | ----- |
| The Video Game Critic               | PlayStation | 15 juli 1999     | 91%   |
| Digital Press - Classic Video Games | PlayStation | 4 januari 2004   | 70%   |
| IGN                                 | PlayStation | 4 september 1997 | 70%   |
| GameSpot                            | SEGA Saturn | 24 juli 1997     | 69%   |
| GameSpot                            | PlayStation | 16 januari 1997  | 69%   |
| Official UK PlayStation Magazine    | PlayStation | 1997             | 30%   |